# Dubielno (przystanek kolejowy)
Dubielno – przystanek kolejowy w Dubielnie, w gminie Jeżewo, w powiecie świeckim, w województwie kujawsko-pomorskim.

## Ruch pasażerski
| Rok  | Wymiana pasażerska na dobę |
| ---- | -------------------------- |
| 2017 | 20-49                      |
| 2022 | 20-49                      |

## Połączenia
- Czersk (połączenie sezonowe)
- Grudziądz
- Laskowice Pomorskie
- Bydgoszcz Główna
- Toruń Główny (połączenie sezonowe)